# Кравцова Катерина Іллівна
Катерина Іллівна Кравцова (1950 — ?) — українська радянська діячка, новатор сільськогосподарського виробництва, доярка колгоспу «Жовтень» села Мальнів Мостиського району Львівської області. Депутат Верховної Ради УРСР 10-го скликання.

## Біографія
Народилася в селянській родині. Освіта середня.
У 1967—1973 роках — доярка колгоспу імені Дзержинського Знам'янського району Кіровоградської області.
З 1973 року — доярка колгоспу «Жовтень» села Мальнів Мостиського району Львівської області. Досягала високих надоїв молока.
Потім — на пенсії.

## Нагороди
- ордени
- медалі